# Oleg Jurjewitsch Zokow

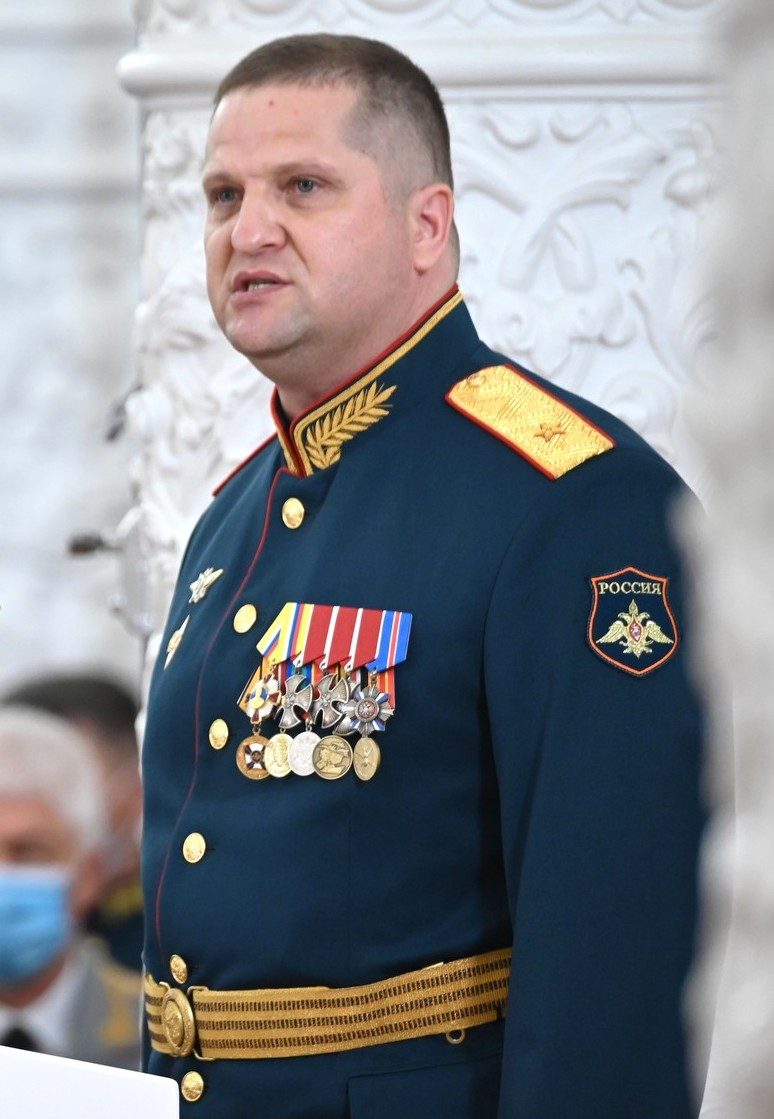
Oleg Zokow, 2021

Oleg Jurjewitsch Zokow (russisch Оле́г Ю́рьевич Цо́ков; * 23. September 1971 in G'azalkhent, Usbekische SSR; † 11. Juli 2023 in Berdjansk, Ukraine) war ein Generalleutnant des russischen Heeres, zuletzt Kommandeur der 144. motorisierten Schützendivision  und stellvertretender Kommandeur des Militärbezirks Süd. Während der ukrainischen Gegenoffensive im Jahr 2023 wurde er getötet.

## Leben
Oleg Zokow wurde am 23. September 1971 als Sohn eines Offiziers und einer Lehrerin geboren. Aufgrund häufiger Umzüge seiner Familie wuchs er auf Militärstützpunkten auf und besuchte elf verschiedene Schulen, bevor er seinen Sekundarschulabschluss machte. Er entschied sich für eine militärische Laufbahn und absolvierte die Höhere Schule für kombinierte Streitkräfte in Taschkent. Nach seinem Abschluss im Jahr 1994 wurde er als Zugführer in einer motorisierten Schützenbrigade eingesetzt und nahm am Ersten Tschetschenienkrieg teil. Später stieg er in den Rängen auf und bekleidete verschiedene Kommandopositionen in verschiedenen Einheiten. 
Oleg Zokow war auch an der russischen Invasion in der Ukraine beteiligt. Im September 2022 wurde er verwundet und im Juli 2023 bei einem Raketenangriff getötet.

## Auszeichnungen
Zokow erhielt mehrere Auszeichnungen, darunter den Schukow-Orden, dreimal den Orden für Tapferkeit, den Orden für militärische Verdienste in Russland und die Medaille „Teilnehmer an der Militäroperation in Syrien“.